# Kirche Stormbruch

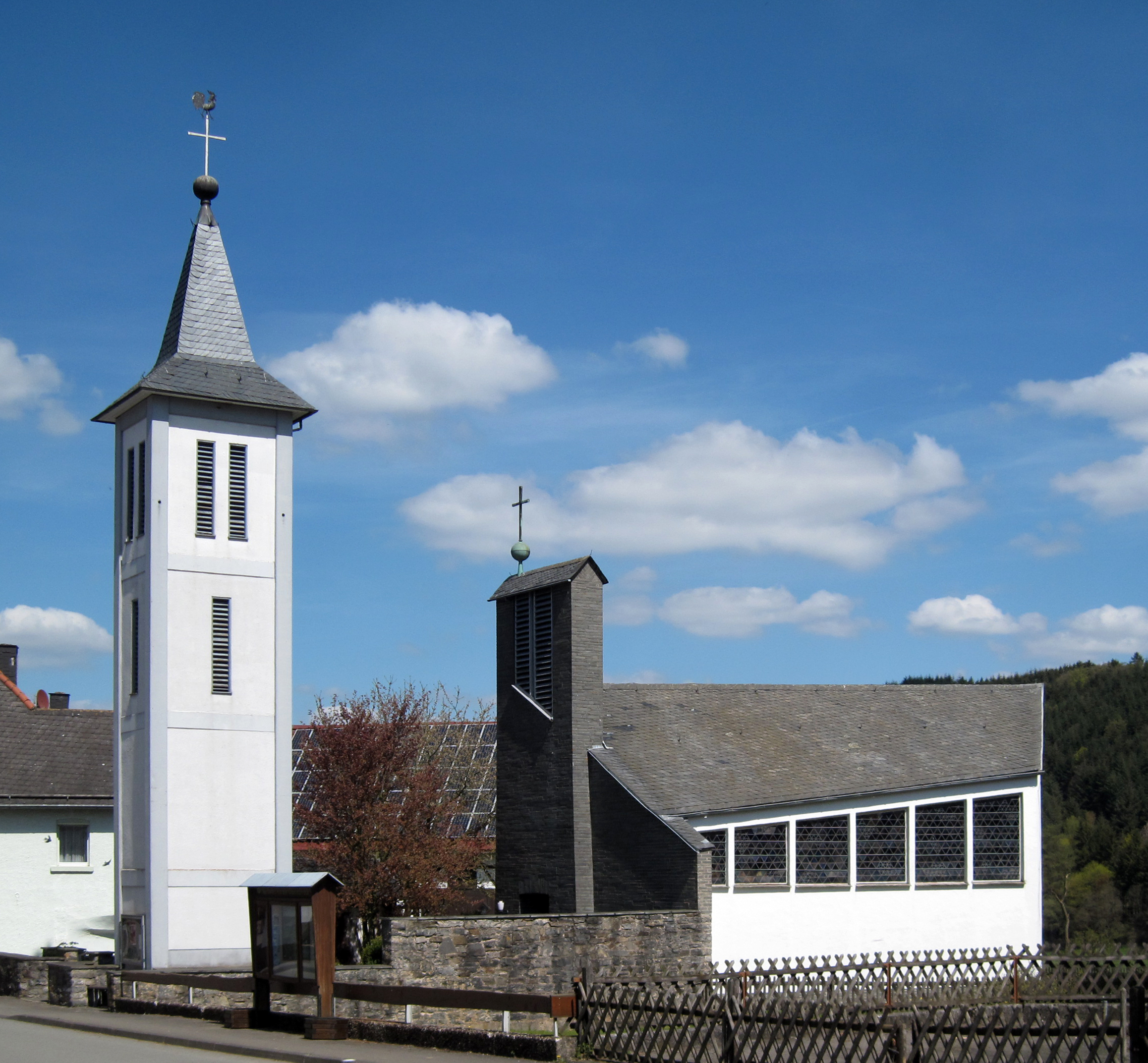
Die evangelische Kirche in Stormbruch

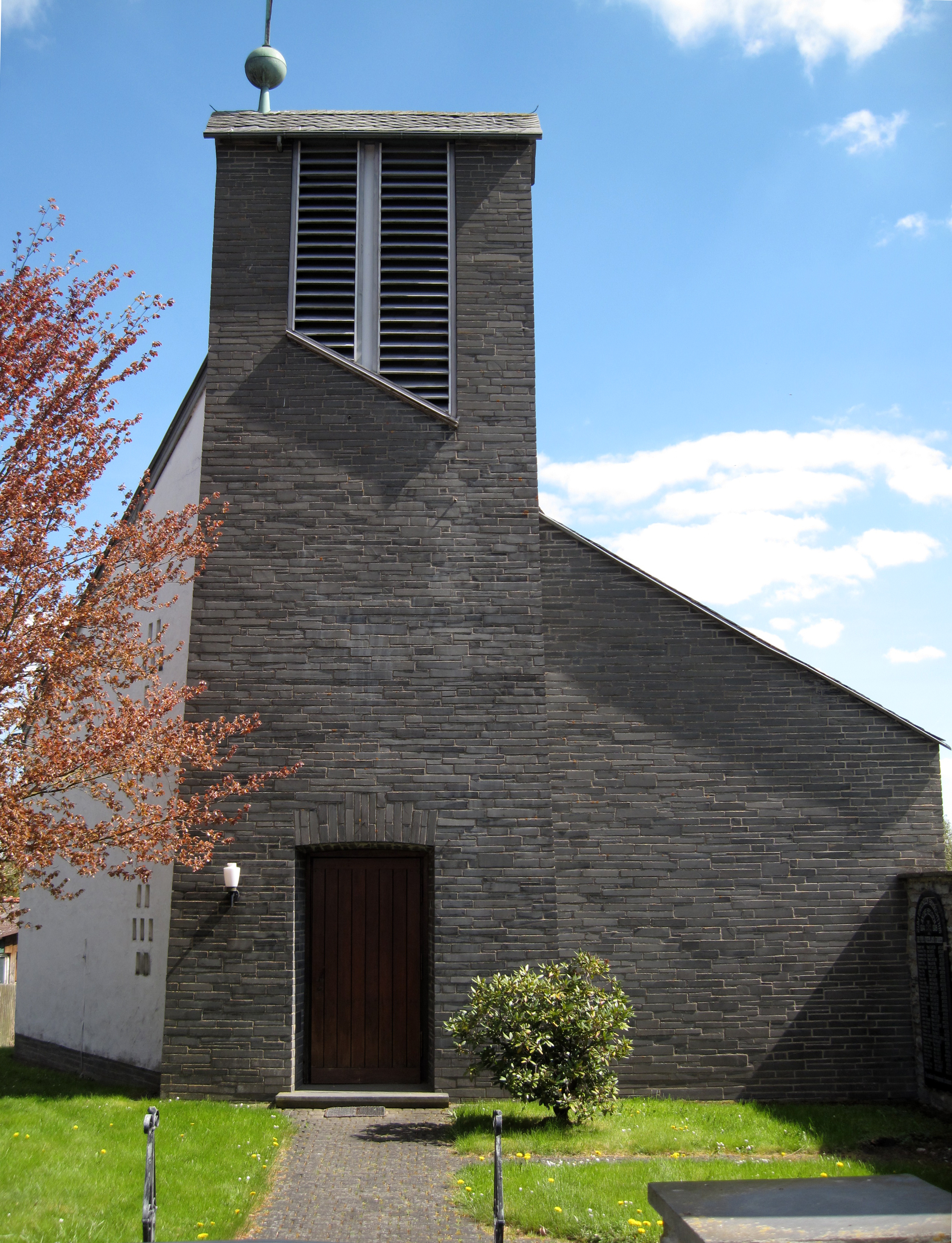
Portalansicht

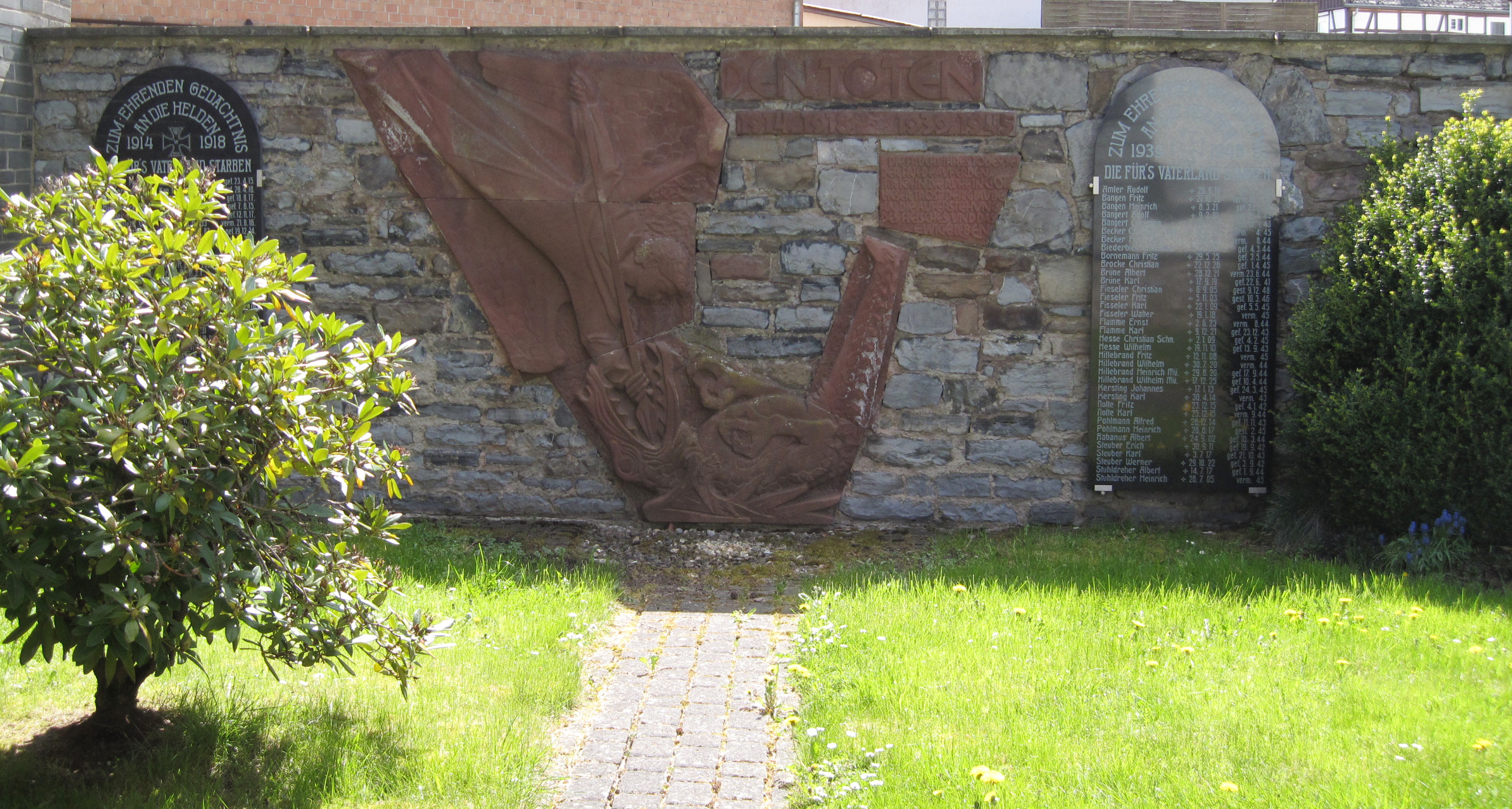
Das Kriegerdenkmal für die Gefallenen der beiden Weltkriege an der Mauer zwischen Turm und Kirchengebäude

Die evangelische Kirche ist ein Ortsbild prägendes Gebäude in Stormbruch, einem Ortsteil der Gemeinde Diemelsee im Landkreis Waldeck-Frankenberg (Hessen). Sie gehört zur Evangelischen Kirchengemeinde Diemelsee im Kirchenkreis Twiste-Eisenberg der Evangelischen Kirche von Kurhessen-Waldeck.

## Geschichte und Architektur
Eine Kirche in Stormbruch wurde 1526 als Filiale von Heringhausen genannt, sie gehörte vor der Reformation zum Archidiakonat Horhusen. Über das Aussehen und die Bauzeit gibt es keine Überlieferung. Bei einem großen Brand im Jahr 1784 wurde sie zerstört und konnte 1792 als Fachwerkkirche wieder aufgebaut werden, wobei erhaltenes Baumaterial Wiederverwendung fand. Als Ausstattung besaß sie einen hölzernen Altar, eine Glocke, auf der Kanzel ein blaues, seidenes Tuch mit echten silbernen Tressen. Der Orgelbauer Vogt aus Korbach baute 1882 eine neue Orgel ein. In der Kirche stand für jede Familie des Dorfes eine Bank, die Sitzordnung richtete sich nach der Größe des Besitzes. Wegen großer anstehender Reparaturen am Gebäude beschloss die Gemeinde in Verbindung mit der Landeskirche einen Neubau, der von 1956 bis 1957 realisiert wurde.
Der modern gehaltene Neubau erhebt sich über einem sechseckigen Grundriss. Seit den 1990er Jahren war das Läuten der Glocken aus Sicherheitsgründen untersagt, da sich im Glockenträger Risse gebildet hatten. Ein Glockenturmneubau im Jahr 1997 löste das Problem. In der Art eines Campanile wurde ein Glockenturm, der stilistisch nicht zum Kirchengebäude passt, errichtet. Im Turm erklingen eine Glocke aus dem Jahr 1795 und zwei aus dem Jahr 1968.